# Carl Georg Eduard Gaßmann
Carl Georg Eduard Gaßmann (19. Juli 1779 in Hannover – 22. April 1854) war ein deutscher Theaterschauspieler.

## Leben
Gaßmann schloss sich, nachdem er seine Vaterstadt verlassen hatte, einer reisenden Gesellschaft in Blankenburg an. Dabei debütierte er in einer Scheune [!] als „Ludwig der Springer“. Nach drei Jahren Wanderschaft wurde er 1800 als jugendlicher Held in Rostock engagiert. Von 1801 bis 1802 war er am Schweriner Hoftheater, von 1802 bis 1804 in Bremen, von 1804 bis 1805 in Regensburg, von 1806 bis 1808 in Stettin, von 1809 bis 1812 in Breslau, eine Spielzeit in Danzig, 1814 am Nationaltheater Braunschweig, 1815 in Leipzig, später erneut in Braunschweig und von 1820 bis 1826 in Kassel.
1826 erfolgte seine dritte Berufung ans Hoftheater in Kassel. Dort wurde ihm nach seinem neuerlichen Auftreten das lebenslange Dekret als Hofschauspieler überreicht. Dort blieb er auch und wurde im April 1850 pensioniert.
Gaßmann spielte zuerst Helden und Liebhaber und trat 1821 in das Väter- und Charakterfach über. Er wirkte durch die Wahrheit der Zeichnung und durch seine treffliche Charakteristik. Sein Humor, seine Gemütlichkeit und seine glühende Liebe für die Kunst im Allgemeinen wie im Besonderen wurden ihm stets nachgerühmt. Er blieb wahr auch in der kleinsten Darbietung und beobachtete den Anstand auch in der unbedeutendsten Dienerrolle. Der Menge huldigte er nie. Mit ihm verschied ein trefflicher Künstler, ein vorzüglicher Mensch.